# 1356

## Události
- Karel IV. vydává Zlatou bulu Karla IV., zákoník, který platil ve Svaté říši římské až do roku 1806.
- první písemná zmínka o Libyni.
- první písemná zmínka o obci Jesenný.
- 18. října – zemětřesení v Basileji, nejničivější zemětřesení ve Střední Evropě ve známé historii[1]

### Probíhající události
- 1337–1453 – Stoletá válka
- 1351–1368 – Povstání rudých turbanů

## Narození
- 3. prosince – Ču Šuang, čínský vojevůdce, kníže z Čchin († 1395)
- ? – Giovanni Dominici, italský kardinál, biskup a spisovatel; blahoslavený († 10. června 1419)

## Úmrtí
- 12. března – Rudolf I. Saský, první kurfiřt saský (* 1284)
- 21. června – Boleslav II. Opolský, opolský kníže (* okolo 1300)
- 23. června – Markéta Holandská, německá královna, manželka Ludvíka IV. (* 1311)
- 19. září – Petr I. Bourbonský, vévoda bourbonský a švagr Filipa VI., Jana Lucemburského i Karla IV. (* 1311)
- Vilém z Landštejna, český šlechtic (* 1296)

## Hlava státu
- České království – Karel IV.
- Moravské markrabství – Jan Jindřich
- Svatá říše římská – Karel IV.
- Papež – Inocenc VI.
- Anglické království – Eduard III.
- Francouzské království – Jan II.
- Polské království – Kazimír III. Veliký
- Uherské království – Ludvík I. Uherský
- Norské království – Haakon VI.
- Švédské království – Magnus IV.
- Lucemburské vévodství – Václav Lucemburský
- Byzantská říše – Jan V. Palaiologos